# Tápiószentmárton
Tápiószentmárton je velká obec v Maďarsku v župě Pest v okrese Nagykáta.
Má rozlohu 104,45 km² a v roce 2013 zde žilo 5298 obyvatel.

## Historie
Území obce je osídleno už od prehistorických dob, dokladem je například zlatá štítová ozdoba v podobě jelena ze skýtské královské hrobky, která byla objevena v roce 1923. (Originál je uložen v Maďarském národním muzeu, kopie je v muzeu na Blaskovichově zámku v Tápiószele.)
První písemná zmínka o obci pochází z roku 1459. V 15. století se mimo jiné stala majetkem Štefana Verbőciho.